# 池田昭子
池田 昭子（いけだ しょうこ、1974年 - ）は、日本のオーボエ奏者。

## 人物・来歴
宮崎県出身。
オーボエを、広田智之、小島葉子、宮本文昭、フランソワ・ルルーに師事。
現在、NHK交響楽団オーボエ奏者、トリオ・サンクアンシュメンバー、東京芸術大学非常勤講師。

### 経歴等
- 1997年、東京芸術大学卒業。卒業時に、皇居内桃華楽堂にて御前演奏を行う。
- 1996年、第4回津山国際総合音楽祭ダブルリードコンクール第1位。
- 1996年、第13回日本管打楽器コンクールオーボエ部門第1位。
- 1997年、東京交響楽団に入団。2002年まで在籍。
- 2000年、ドイツ、ミュンヘンのリヒャルト・シュトラウス音楽院に留学。
- 2004年、NHK交響楽団に入団。NHK交響楽団演奏会でイングリッシュホルンのソロを受け持つことが多く、またその演奏の評判から「イングリッシュホルン奏者」としても知られるようになる。

## 出演
- 2006年に『N響アワー』のゲストとして出演。その後の番組でも司会の池辺晋一郎からは「いけしょう」さんとニックネームで紹介された。
- 『クラシック倶楽部』で、2005年収録のオーボエ・リサイタルが放映されている。番組の最後にはN響の先輩である茂木大輔作曲の「ヴァーティカル・レイン 〜 池田昭子のために」が放映された。
- 「のだめカンタービレ」テレビドラマ版で黒木くんの吹き替えを行っていたことが知られている。
- 2018年9月14日 21時30分 NHK Eテレ ららら♪クラシック ｢楽器特集・オーボエ｣

## ディスコグラフィ
- カプリッチオ（2008年3月25日発売）
- 田園のコンセール（トリオ・サンクアンシュのメンバーとして、2009年4月24日発売）
- アヴェ・マリア オーボエ作品集（2009年10月24日発売）
  - イングリッシュホルンによる演奏も3曲収録